# Одинець Петро Трохимович
Одинець Петро Трохимович (1921—1975) — учасник Німецько-радянської війни, Герой Радянського Союзу.

## Біографія
Народився у родині селян у селі Костянтинівка (нині Мелітопольський район Запорізької області). Закінчив 7 класів школи, школу фабрично-заводського учнівства (нині Мелітопольський професійний ліцей та працював токарем на моторному заводі в Мелітополі.
У 1940 році був призваний до лав Червоної Армії. У роки Німецько-радянської війни був командиром зброї 17-го артилерійського полку 137-ї стрілецької дивізії 48-ї армії 1-го Білоруського фронту. Старшина Одинець серед перших з гарматним розрахунком подолав річку Нарев і зайняв позицію в районі Качки. 4 вересня 1944 року, залишившись біля зброї один, близько 5 годин відбивав натиск ворога, підбив 3 танки. За цей подвиг отримав звання Героя Радянського Союзу (зірка № 6110) 18 листопада 1944 року.
Після війни закінчив Полтавське військове училище, з 1946 року — в запасі, працював начальником штабу ГО тресту Мелітопольбуд, нагороджений орденом Леніна, орденом Вітчизняної війни ІІ ступеня, орденом Червоної Зірки, медалями. Помер 1 березня 1975 року. Похований у рідному селі.

## Пам'ять
На його честь названо одну з вулиць Костянтинівки; на будівлі середньої школи, де він навчався, встановлено меморіальну дошку.
9 травня 2012 року у Костянтинівці було відкрито сквер ім. П. Т. Одинця.